# Каминский (станция)
Каминский — железнодорожная станция Ярославского региона Северной железной дороги, находящаяся на территории Каминского сельского поселения Родниковского района Ивановской области.
Железнодорожная станция имеет одну боковую низкую прямую платформу. Есть здание вокзала, железнодорожная касса, турникетами не оборудована.

## Расположение
Станция Каминский расположена в 2 км к югу от одноимённого села, в 100 метрах к югу от автодороги 24Н-306, по которой возможно добраться до села. Населенные пункты к самой станции непосредственно не примыкают.

## Деятельность
Станция открыта для выполнения следующих операций: продажа билетов на все пассажирские поезда. Прием и выдача багажа не производятся.

## Дальнее следование по станции
По станции Каминский имеют ежедневную остановку пассажирские поезда 661/662 Кинешма-Иваново-Москва. По отдельным дням назначаются дополнительные поезда 673/674 Кинешма-Иваново-Москва.
| № поезда | Маршрут движения | № поезда | Маршрут движения |
| -------- | ---------------- | -------- | ---------------- |
| 662      | Кинешма — Москва | 661      | Москва — Кинешма |
| 673      | Москва — Кинешма | 674      | Кинешма — Москва |

## Пригородное сообщение по станции
По состоянию на май 2019 года на станции Каминский имеют остановку пригородные поезда на тепловозной тяге: сообщением Иваново - Кинешма (2 пары поездов ежедневно).
- Расписание пригородных поездов. Яндекс.Расписания.

| № поезда | Маршрут движения  | № поезда | Маршрут движения  |
| -------- | ----------------- | -------- | ----------------- |
| 6236     | Кинешма — Иваново | 6239     | Иваново — Кинешма |
| 6237     | Иваново — Кинешма | 6238     | Кинешма — Иваново |